# André Brahic
André Brahic (Paris, 30 de novembro de 1942 - 15 de maio de 2016) foi um astrônomo e astrofísico francês. Ele é conhecido pela descoberta dos anéis de Netuno e pelos arcos desse mesmo planeta aos quais deu o nome de "liberté, égalité et fraternité". 
Em 1990, o asteroide número 3488 foi batizado com o seu nome (Brahic). 
Morreu de câncer em 15 de maio de 2016, aos 73 anos. 

## Bibliografia

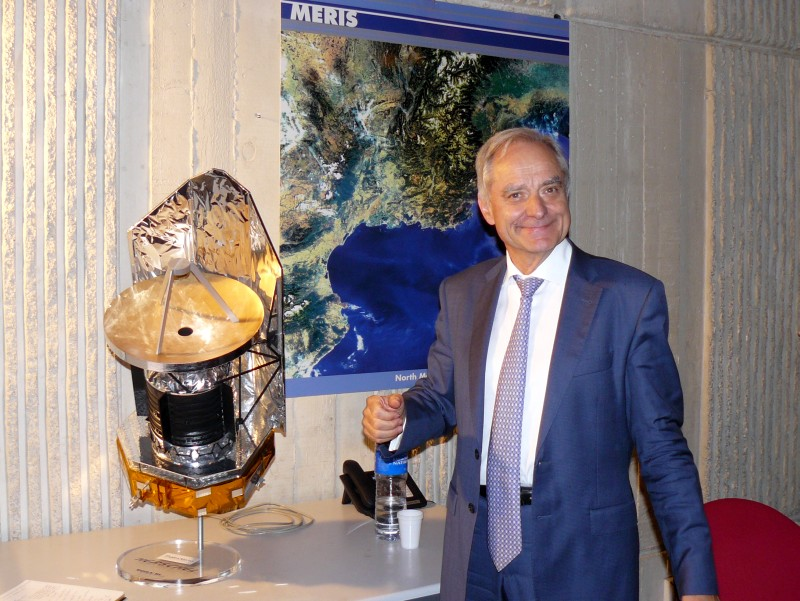
André Brahic no auditório do Centre spatial de Cannes Mandelieu, de Thales Alenia Space, durante a apresentação dos primeiros resultados das missões Herschel e Planck, 7 de outubro de 2009.